# Луція Лочмеле
Луція Лочмеле (латис. Lūcija Ločmele; нар. 24 серпня 1951, Цесіс, Латвія) — латвійський кінорежисер.

## Біографія
Народилася 21 серпня 1951 в місті Цесісі, на північному сході Латвії.
Закінчила Ризьку школу прикладного мистецтва (1970) і режисерський факультет Всеросійського державного інституту кінематографії (1981).
Брала участь в роботі студії самодіяльного ансамблю Палацу культури заводу ВЕФ «Ригас пантоміма» під керівництвом Роберта Лігерса. Працювала на Ризькій кіностудії, де провела десять років і пішла на телебачення в 1991, коли процес виробництва фільмів був практично припинений.
Знімала короткометражні фільми, сюжети для кіножурналів. З 1983 режисер-постановник самостійних повнометражних художніх фільмів для дитячої та юнацької аудиторії.
Лауреат кінофестивалю у Флоренції за картину «Чужий» і національної кінонагороди «Великий Крістап» за стрічку «Свічка, яскрава як сонце».
У 1992-1996 співвласник і режисер «ТВ Kanāls 4». З 1997 працювала в рекламі на різних телевізійних каналах.
Член спілки кінематографістів з 1989. Член Латвійської гільдії кінорежисерів і в ризькій Rotary International.

## Фільмографія
- 1978/1987 — «Самотній голос людини» — художник
- 1983 — «Погода на серпень» / Laika prognoze augustam — режисер
- 1986 — «Свічка, яскрава як сонце» / Saulessvece — режисер
- 1986 — «Чужий» / Svešais — режисер